# 宮市亮
宮市亮（日语：みやいち りょう，1992年12月14日—），日本足球運動員，司職翼鋒，現效力日職球隊橫濱水手，日本國家足球隊成員。

## 球會生涯

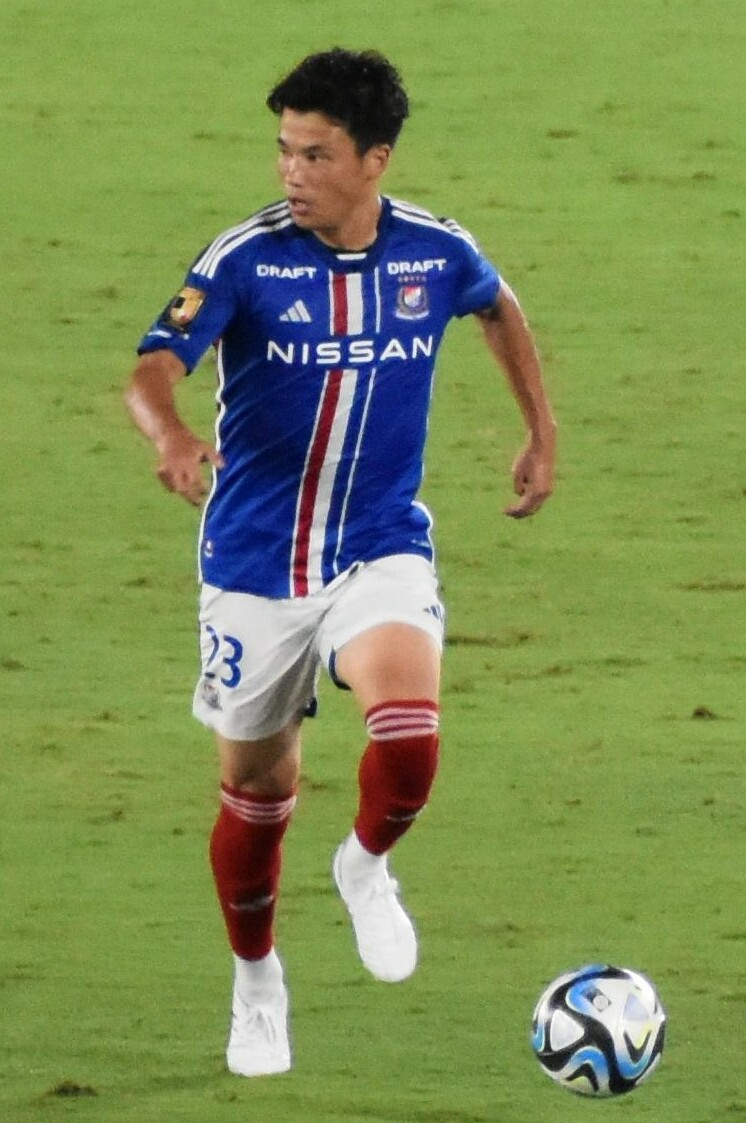
2023 年宮市亮與橫濱水手隊的比賽。

宫市亮的出生在爱知县的冈崎市。父亲宫市达也是一名业余棒球运动员，是公司棒球队的一员，该队是日本企业棒球队中出名的球队。
小学三年级时，宫市亮进入当地的Sylphid少年足球队，开始自己的足球生涯。初中时，进入Sylphid青少年足球队。初一时入选JFA精英计划，初二时入选日本U14足球代表队，初三时入选日本U15足球代表队。中学时代主要踢右后卫。
高中时进入中京大学附属中京高校学习，改踢左边锋。高一时入选日本U16足球代表队参加2008年亚洲少年足球锦标赛。高二时入选日本U17足球代表队参加2009年国际足联世界少年足球锦标赛，并在当年的第88回日本全国高等学校足球锦标赛中获得优秀选手奖。高三时作为校队队长参加第89回日本全国高等学校足球锦标赛，但首轮即战败，最终收获一进球一助攻并再次获得优秀选手奖，另外他跑100米可以录得10.84秒之纪录。

### 阿仙奴
2010年1月，宫市亮前往德国的科隆足球俱乐部试训。回国后他又参加了名古屋鲸鱼的集训。8月在英超联赛球队阿森纳足球俱乐部试训，预备参加了两场热身赛还收获了进球，并得到了阿森纳方面的好评。结束英国之旅后他来到了荷甲联赛的阿贾克斯足球俱乐部，也是随预备队训练并参加热身赛，但他在第二场比赛中肋骨与左腿受伤，只能结束了这次欧洲之行。除了阿森纳和阿贾克斯外，AC米兰其实也对他颇有兴趣，而本田圭佑效力过的荷甲球队芬洛足球俱乐部甚至表示愿意免试训就签下他。2010年12月18日，宫市亮与阿森纳签订一份为期5年的正式合同。
2013年7月22日，宫市亮在阿森纳亚洲之旅的第四场比赛射入一球十二码，是他为阿仙奴射入的首个入球。

### 飛燕諾
为了让他获得更多比赛经验并提高其技术水平，阿森纳将其租借至荷甲的费耶诺德，租期至2010-2011赛季结束。
2011年2月6日，在费耶诺德与维特斯的比赛中作为左边前卫首发出战并打满全场，宫市亮以18岁1个月23天的年龄打破了当时日本球员在欧洲主要联赛出场的最年少纪录。2月12日，在费耶诺德与赫拉克勒斯的比赛中，其打入其加盟费耶诺德的第一球，以18岁1个月29天的年龄打破了当时日本球员在欧洲主要联赛出场的最年少进球纪录。8月9日，宫市亮获得了英国的劳动许可证，可以参加英国的足球联赛。
荷兰媒体给他起了一个昵称－亮纳迪奴（Ryodinho），以他与巴西著名球星朗拿甸奴相提并论。

### 保頓
2012年1月31日，宫市亮被租借至英超球队博尔顿足球俱乐部 。2月11日，代表博尔顿替补出战维甘竞技，以19岁1个月28天的年龄打破了当时日本人在英超联赛出场的最年少纪录。2月18日，宫市亮在英格兰足总杯第五轮博尔顿客场挑战米尔沃尔的比赛中第一次首发出场并在第3分钟首开纪录，打进在英格兰联赛的第一个正式比赛进球，协助博尔顿2比0击败对手晋级。

### 威根競技
2012年8月13日，阿森纳官方宣布宫市亮租借加盟威根競技，租期为一个赛季。11月17日，在比赛中右脚踝扭伤，长期休战。
2013年3月9日，在英格兰足总杯四分之一决赛对阵埃弗顿的比赛中时隔四个月再次踏上足球场，但比赛中右脚踝韧带再次受伤，14日接受手术治疗。最终在2012-2013年赛季仅出战7场。

### 阿森纳
2013年9月18日，在欧冠联赛阿森纳对阵马赛的比赛中替补出场。9月24日，在英超联赛阿森纳对阵斯托克城的比赛中首次作为阿森纳一员出战英超联赛。

### 純特
2014年9月1日，阿森纳官方宣布宫市亮租借加盟荷甲球队纯特。12月6日，被下调至特温特青年队出战荷乙联赛。
2015年1月26日，在纯特青年队与埃因霍温青年队的比赛中打入个人加盟纯特的首粒进球，也是本场比赛球队的唯一进球。2月23日，在纯特青年队与格拉夫夏普的比赛中打入本场比赛首粒进球。3月23日，纯温特官方宣布其在六月后离开俱乐部。4月24日，在纯特青年队与罗达JC的比赛中打入本队首粒进球，帮助本队在落后两球情况下扳回一球。

### 聖保利
2015年6月18日，宫市亮宣布加盟至德乙球队圣保利。7月18日，在圣保利与巴列卡诺的热身赛中，宫市亮左膝前交叉韧带撕裂，不得不于23日接受手术。之后他修养了9个月，直到2016年4月在对阵柏林联盟的比赛中，宫市亮终于迎来他代表圣保利的首秀。5月15日，在圣保利5-2大胜凯泽斯劳滕的德乙联赛中，宫市亮梅开二度。在2017-18赛季开始之前，右膝十字韧带撕裂让他赛季报销。在过去的2020/21赛季，宫市亮因伤病仅仅在德乙出场1次。而在为圣保利效力的6年里，宫市亮因为伤病，共为球队出场仅80次，打进8球。在2021年5月底，圣保利宣布不再与宫市亮续约。

### 橫濱水手
日职联赛横滨水手官方宣布，前阿森纳中场宫市亮自由转会加盟本队。
加盟横滨水手后的两个多月以来，他更多都在进行身体恢复性训练。在9月10日进行的横滨水手预备队对阵清水心跳预备队的日职联精英联赛（预备队联赛）中，宫市亮得到了两张黄牌被罚出场。

## 國家隊生涯
据《天空体育》透露，日本足协技术总监博美原已经正式通告博尔顿，希望宫市亮能够代表日本队参加世界杯预选赛主场对阵乌兹别克的比赛。
日本足协宣布23日对阵阿塞拜疆的友谊赛名单，阿森纳小将宫市亮第二次入选国家队名单。在国际友谊赛中，日本主场2-0击败阿塞拜疆，阿森纳小将宫市亮第62分钟替换香川真司上场，完成国家队处子秀。
相隔十年，宮市亮在2022年東亞足球錦標賽入選日本隊26人名單，但在對韓國队的比賽時再次觸傷右膝，十字韌帶斷裂。

## 外部連結
- Ryo Miyaichi profile at Arsenal.com
- FIFA Statistics（页面存档备份，存于）
- 宮市亮 – FIFA國際賽競賽紀錄 (存檔)
- Japan National Football Team Database
- 足球数据库：宮市亮的球员统计数据
- Ryo Miyaichi（页面存档备份，存于） – Arsenal F.C. official site
- Ryo Miyaichi on Instagram（页面存档备份，存于）